# Zotalemimon costatum
Zotalemimon costatum es una especie de escarabajo longicornio del género Zotalemimon, tribu Desmiphorini, subfamilia Lamiinae. Fue descrita científicamente por Matsushita en 1933.
La especie se mantiene activa durante el mes de abril.

## Descripción
Mide 11-12 milímetros de longitud.

## Distribución
Se distribuye por China y Japón.